# 7,5cm Pak 40
7,5cm Pak 40 (7,5cm Panzerabwehrkanone 40) byl německý protitankový kanón ráže 75 mm vyvinutý v letech 1939–1941 firmou Rheinmetall a používaný během druhé světové války. V pozdějších letech války tvořil páteř německých protitankových kanonů, většinou jako tažený, ale byl montován do některých stíhačů tanků jako např. Marder. Celkem bylo vyrobeno asi 20 000 kanonů Pak 40.
Upravená verze navržená pro použití ve vozidlech byla značena jako 7,5cm KwK 40 a lišila se hlavně v použití kompaktnější munice, což umožnilo nést uvnitř vozidla více střeliva. KwK 40 také později nahrazoval výzbroj vozidel původně vyzbrojených modelem Pak 40.